# برنامج بيت السلامة

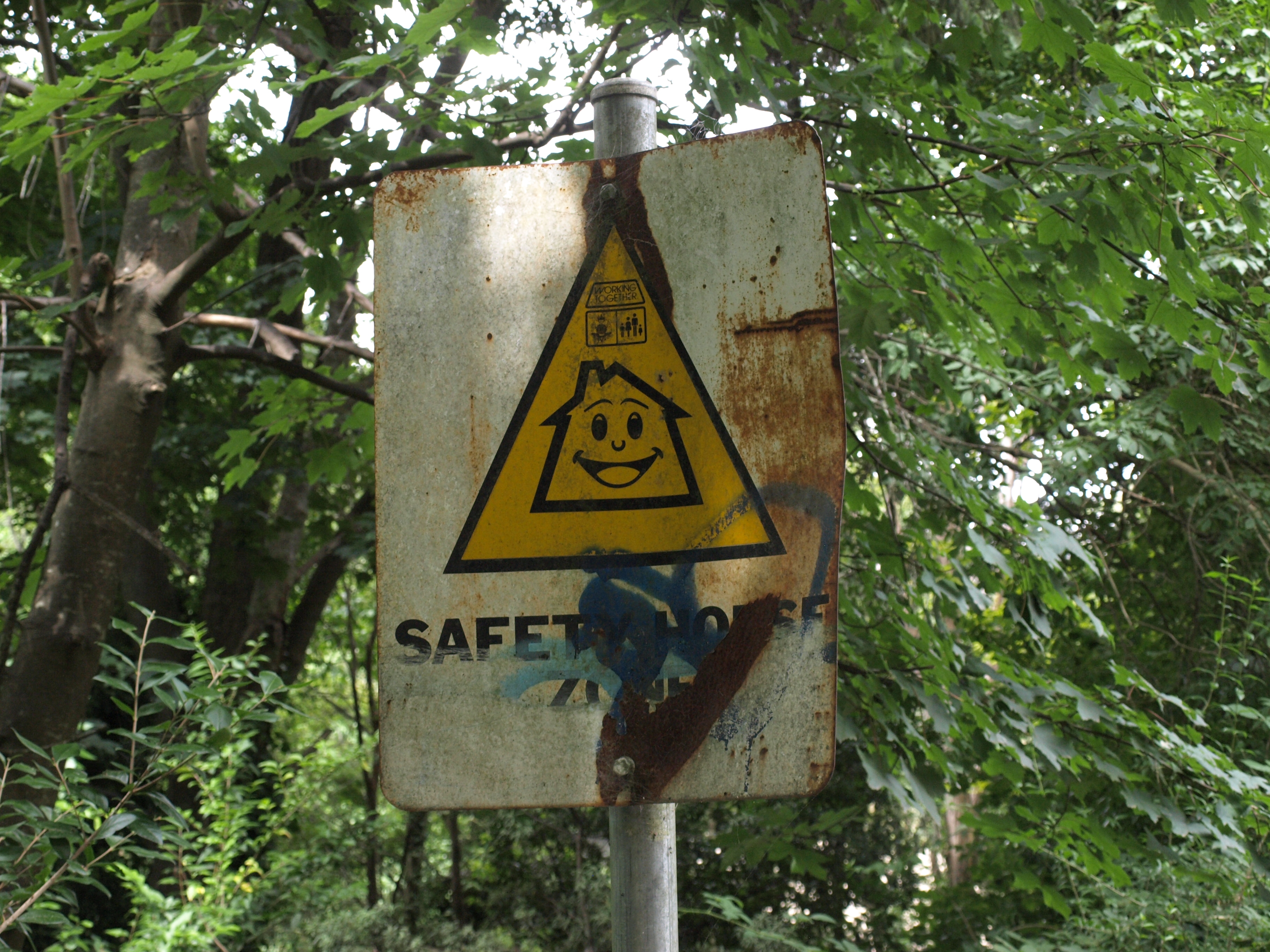
علامة منزل الأمان الصدئة في منطقة جبل داندينونغ، فيكتوريا، أستراليا

برنامج بيت السلامة /البيت الآمن هو برنامج وطني أسترالي معتمد وممول تم تصميمه لحماية الأطفال في طريقهم من وإلي المدرسة. وقد  تم اختيار المنازل والشركات التجارية كأماكن آمنه للأطفال الباحثين عن المآوى والأمن إذا لزم الأمر. ويجب علي المتقدمين أن يخضعوا لفحوصات السجل الجنائي  وفحوصات أخرى من قبل المنظمة.

## التاريخ
تم تأسيس البرنامج في شمال دانيونج، فيكتوريا، أستراليا عام 1979، وفي إبريل 1984 تبنت نيو ساوث ويلز البرنامج. وتمت الإشارة إلي المنازل الآمنة بلافتة  مربعة بلاستيكيه صفراء اللون  تحمل شعار المنزل الآمن.
تم إيقاف برنامج البيت الآمن في فيكتوريا منذ 31 يوليو 2013، وقد استشهدت المنظمة في قرارها بإنهاء البرنامج بتغير التوجهات المجتمعية كزيادة عدد الأطفال الذاهبين إلي المدارس ونقص عدد الآباء المقيمين بالمنازل.
و تم إيقاف البرنامج في نيو ساوث ويلز لصالح برنامج جديد صُمِمَ  لتزويد الأطفال بإستراتيجيات بسيطة لضمان سلامتهم الشخصية.

## بيت السلامة في أستراليا الغربية
بدأ برنامج بيت السلامة لأول مرة في منطقة مدرسة وورانا بارك الابتدائية، نورث داندينوج، فيكتوريا عام 1979 .
وفي أستراليا الغربية  بدأت مدرسة وارينابندي الابتدائية أستراليا الغربية برنامج بيت السلامة في يوليو 1983. وبدأت مدرسة ليسميردي الابتدائية  في نوفمبر 1983.وأصبحت العديد من المدارس الابتدائية  في مناطق بيرتون المتروبوليه ومناطق  قطر أستراليا الغربية  مشتركة في برنامج البيت الآمن منذ ذلك الحين.
تأسست رابطة المنزل الآمن  في أستراليا الغربية  في أكتوبر 1983 وجمعيه انكوربوريتد مع الدعم الكامل والتعاون من قبل وزارة التعليم في أستراليا الغربية وكذلك مع الشرطة الأسترالية الغربية، وتَحمِل الجمعية سياسات التأمين ضد إصابات العمال المتطوعين وكذلك المسئولية العامة التي تغطي كل منسقي لجنة البيت الآمن وأعضاء اللجان  حين قيامهم بأي عمل تطوعي نيابة عن الجمعية. ويوصى بأن تضمن كل البيوت الآمنة الفردية وجود غطاء تأميني مناسب لاحتياجاتهم الشخصية، ويخضع كل متطوعي البيت الآمن في أستراليا الغربية وموظفيها الذين تبلغ أعمارهم 14 عامًا أو أكثرلفحص إجباري مستمٍر ومتواصٍل مع الشرطة  كشرط  مسبق  للتسجيل كمتطوع في الجمعية ولا توجد أي رسوم لمقدم الطلب أو لجنة البيت الآمن لهذا الفحص البوليسي ويتم مراجعه الفحص بإستمرار حتي يغادر مقدم الطلب برنامج البيت الأمن.
يكون انتخاب لجنة الإدارة بواسطة أعضاء الجمعية في الاجتماع السنوي للجمعية العامة والتي تضم ممثلين عن المنظمات الرئيسية التي تشارك في التعليم الابتدائي  وسلامة الطفل. وتعتبر لجنة الإدارة هي المسئولة عن السياسة والتوجه الاستراتيجي للجمعية وإجراء الاجتماعات العامة كل فترة حيث يتم فيها الترحيب بكل الأعضاء، ويقع المكتب الرئيسي للدولة في أراضي مدرسة وادينجتون الابتدائية في كوندولا، ويتم توظيف فريق عمل صغير  بدوام كامل  لتنسيق وإدارة البيت الآمن في جميع أنحاء أستراليا الغربية. ويعمل موظفو البيت الآمن  في أستراليا الغربية مع جمعيات الآباء بالمدارس الابتدائية في جميع أنحاء الولاية  لإنشاء لجان محلية للبيت الآمن. كما يوفر المكتب الرئيسي للبيت الآمن ب أستراليا الغربية النصيحة والمساعدة والموارد للجان البيت الآمن المحلية. تعتبر لجنة البيت الآمن المحلية مسؤلة عن مجتمعها المحلي في إقامة وتشغيل ومراقبة البيوت الأمنة في منطقتهم ولها نشاطات أيضًا في المدرسة والمجتمع لتعزيز ونشر الوعي لفوائد برنامج البيت الآمن. ويدير منسق اللجنة المحلية برنامجهم المحلي وله دور حيوي مهم في  مراقبة كل البيوت الآمنة في منطقتهم بانتظام؛ وذلك لضمان الحفاظ علي معايير السلامة للأطفال وأن علامات البيت الآمن حديثة ومرئية لأي طفل يحتاج المساعدة.